# Dům kramáře Kříže
Bývalý Dům kramáře Kříže je gotický měšťanský dům na Staroměstském náměstí čp. 1/2 v Praze na Starém Městě, od roku 1458 součást Staroměstské radnice a komplexu budov Národní kulturní památky Staroměstská radnice.

## Historie
Dům vznikl po parcelaci staroměstského tržiště v polovině 13. století jako prostřední ze tří kamenných domů se základy z opukového kvádříkového zdiva. Jméno dostal po svém majiteli kramáři Křížovi, který se připomíná v letech 1364–1413, s manželkou Annou a třemi syny Janem, Václavem/Vaňkem a Petrem. Dům má úzkou parcelu orientovanou sever-jih. Kříž postupně zkoupil několik domů. Nejdříve vlastnil domek severně od radničního bloku, za kostelem sv. Mikuláše. Roku 1387 k němu přikoupil kupecký domek, k němž náleželo výnosné "právo nad lavicemi chlebnými", což bylo nájemné, které majiteli domu museli z krámů na jižní straně tržiště platit všichni pekaři. Tento dům se později stal radničním.
Na Staroměstském rynku Kříž vlastnil také Krennův dům (Krennovský) čp. 936/I (zbořený roku 1901) a další staroměstský dům s velkým městištěm vlastnil na parcelách od kostela sv. Jiljí až k Betlémskému náměstí (čp. 238/I. 239/I), daroval ho na stavbu Betlémské kaple s litevskou univerzitní kolejí, jejíž nadaci mu roku 1393 svěřila polská královna Hedvika, dále koupil vinici u Košíř a vesnici Chvaly. Patřil k mocným staroměstským měšťanům, a proto  mezi léty 1382–1402 několikrát zastával úřad konšela.

## Architektura

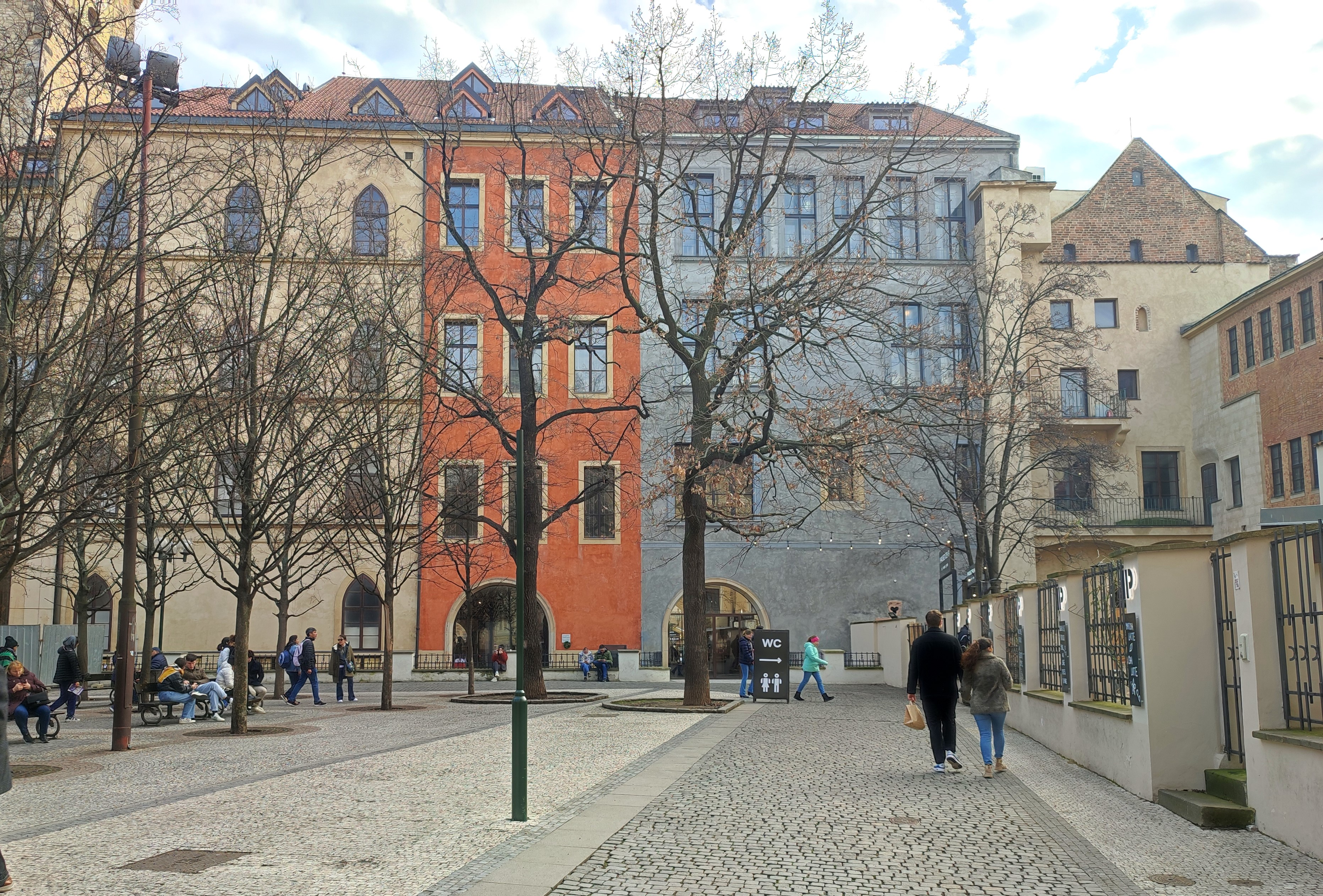
Zadní (dvorní) fasády domů Staroměstské radnice a zcela vpravo domu U Zlatého rohu

Dům je vzácně dochovanou gotickou měšťanskou architekturou z doby Václava IV., včetně oken 2. patra a proporcí převýšené sedlové střechy (poměr výšky a hloubky 1:1). Suterén má opukové kvádříkové zdivo a valené klenby, v přízemí je vstupní síň dělená dvěma cihlovými pasy, na nichž spočívá nový povalový dřevěný strop. Pozoruhodným novogotickým kamenickým dílem je členění vikýře pilastry s pěti fiálami na štítu, rovněž střešní okénka byla doplněna po roce 1854. Dvorní fasáda byla původně zastíněna Krennovým domem a dalšími, zbořenými při asanaci kolem roku 1900.

### Uliční fasáda

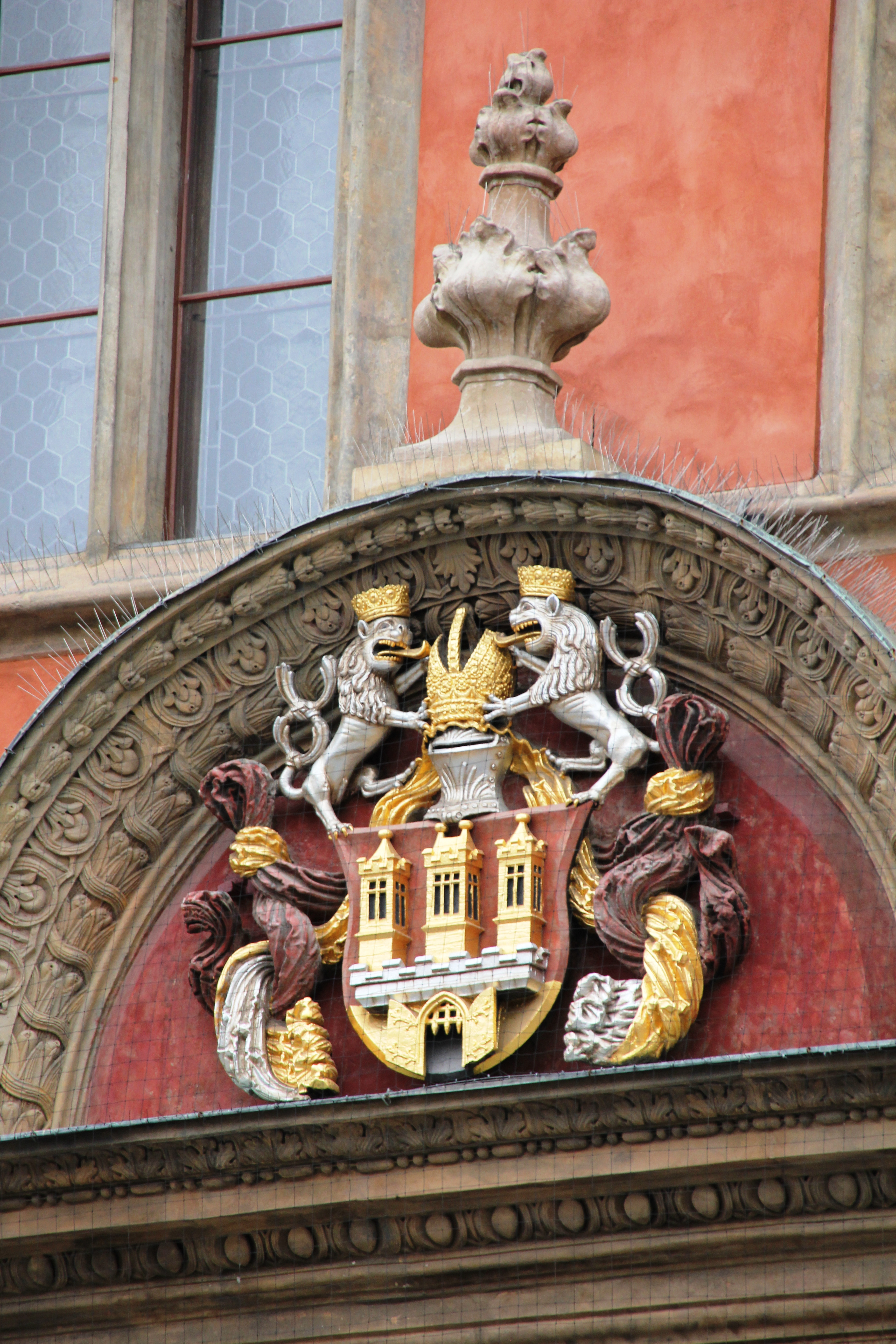
Staroměstský znak v tympanonu portálu v 1. patře

- Pod hlavní římsou je znaková galerie. Skládá se z 19 tesaných znakových štítů, uprostřed je znak Starého Města (hradba se třemi věžemi) a po obou stranách po 9 znacích pražských patricijů, členů staroměstské městské rady z 15. až první třetiny 16. století, obnovená podle vedením Jana Erazima Vocela  v letech 1852–1854.[3]

Radní síň v 1. patře byla kolem roku 1600 doplněna o vestavbu renesančního balkónu s trojosým portálem. Na fasádě jsou:
- Na římse portálu balkónu z doby kolem roku 1520 je vytesaný latinský nápis PRAGA CAPVT REGNI (latinsky:Praha matka měst).

- Do tympanonu je vložen staroměstský znak, jak byl polepšený po roce 1477: v klenotu má helm, korunovaný císařskou korunou Svaté říše římské, nesenou dvěma dvouocasými českými lvy s českými královskými korunami, to celé rámováno přikryvadly, svázanými do uzlů.

- Po stranách jsou dvě nápisové desky, s výroky dvou humanistů 16. století, Martina Kuthena a Julia Scaligera, doplněné roku 1614. Nápisy byly později zabíleny a odhalila je až historizující úprava Josefa Schöbla z roku 1854, při níž byly upraveny také interiéry radnice a roku 1901 vestavěn výtah. Fasáda radničního domu a  vikýř byly upraveny podle návrhu architekta Bernharda Gruebera, který do gotických vchodů s polokruhovým záklenkem kamenného ostění navrhl dvoje novogotická vrata. Po roce 1960 byla vrata nahrazena skleněnými.

- Dvě okénka po stranách vchodu jsou pozdější než arkády. Po roce 1945 byla zazděna a zasazeny do nich pamětní bronzové desky. První deska z roku 1971 oznamuje prohlášení historického jádra Prahy památkovou rezervací. V roce 1992 byla doplněna druhá deska s pětijazyčným oznámením, že Praha byla zapsána do seznamu historických měst UNESCO.

## Interiéry
- Radní síň v 1. patře, nyní slouží jako svatební.
- Radní síň ve 2. patře, vznikla za Jiřího z Poděbrad, přichází se k ní novým schodištěm a přes předsálí, kde jsou zavěšeny dva lunetové obrazy Václava Brožíka: "Karel IV. zakládá v Praze univerzitu" a "J. A. Komenský roku 1657 předkládá městské radě v Amsterdamu své pedagogické spisy". Jde o předlohy pro malby v Panteonu Národního muzea. V rohu místnosti stojí na mramorovém soklu reprezentační váza ze sévreského porcelánu, dar města Paříže  Praze z roku 1901. Dva pozdně gotické sedlové portálky pocházejí z doby Vladislava Jagellonského. Renesanční záklopový strop s groteskní malbou je ze 2. poloviny 16. století, obnovil ho Petr Maixner.  K základnímu vybavení radní síně pro soudní jednání patřila socha Krista bolestného, zde to je gotická dřevořezba od Mistra Týnského Ukřižování z doby kolem roku 1400, s příslušným textem soudní instrukce na nápisové pásce (v latině). Z kaple sem byl přeneseny sochy sv. Václava, Ludmily a sv. Jana Křtitele.